# 五十嵐文男
五十嵐 文男（いがらし ふみお、1958年11月6日 -  ）は、日本の男子フィギュアスケート選手（男子シングル）、フィギュアスケート解説者。1980年レークプラシッドオリンピック日本代表。1982年世界プロ選手権優勝。

## 経歴
東京都出身。慶應義塾普通部、慶應義塾高等学校、慶應義塾大学商学部卒業。トーラー・クランストンの影響を受けた独創性あふれるプログラムを演じた。コーチでもあるフランク・キャロルのもと指導する。
1977年に大学を休学し渡米。1978年度に全日本選手権を制覇、その直後の世界選手権（カナダ、オタワ）に初出場した。自由演技では当時珍しかった3回転ルッツや3回転フリップ等、4種類の3回転ジャンプを織り込んだ演技を見せ、自由演技だけでは4位、総合でも7位となった。
全日本フィギュアスケート選手権に通算4度（1978年度、1980年-1982年度）優勝、1980年と1981年のNHK杯、1978年スケートカナダやロータリーウォッチズ等、数々の主要国際大会でチャールズ・ティックナーやヤン・ホフマン等の世界チャンピオンを含む数々の強豪を抑え優勝した実績がある。だが、メダルが期待された1980年レークプラシッドオリンピックでは9位に終わった。ショートプログラム終了時点で2位につけ、メダルが確実視された世界フィギュアスケート選手権（1981年3月）では自由演技で2回転倒し、4位に終わった。
大学卒業後は電通に勤務するとともに、フィギュアスケートの解説者としても活躍した。NHK杯やオリンピックなどの解説者として活躍した。
現在は東京・高円寺にある「大人のふくろうカフェ Cafe Baron」を経営している。

## 主な戦績
| 大会/年          | 1974-75 | 1975-76 | 1976-77 | 1977-78 | 1978-79 | 1979-80 | 1980-81 | 1981-82 |
| ---------------- | ------- | ------- | ------- | ------- | ------- | ------- | ------- | ------- |
| オリンピック     |         |         |         |         |         | 9       |         |         |
| 世界選手権       |         |         |         | 7       | 6       | 8       | 4       | 9       |
| 全日本選手権     | 3       | 3       | 3       | 1       | 2       | 1       | 1       | 1       |
| NHK杯            |         |         |         |         |         | 2       | 1       | 1       |
| スケートカナダ   |         |         |         |         | 1       |         |         |         |
| ネーベルホルン杯 |         |         | 1       |         |         |         |         |         |

## 著書
- 五十嵐文男の華麗なるフィギュアスケート（新書館）1998年11月刊 ISBN 4403320090